# Гомотоксикология
Гомотоксикология — вид альтернативной медицины, основоположником которого является Ганс-Генрих Рекевег; разновидность гомеопатии, в которой применение гомеопатических средств основывается на теории о гомотоксинах как о причине развития и прогрессирования заболеваний.
Эффективность гомотоксикологии исследовалась группой по изучению комплементарной медицины университетов Эксетера и Плимута (директор — профессор Эдзард Эрнст). В итоге исследователи пришли к выводу, что, несмотря на некоторые положительные отзывы и высокие оценки некоторых исследований по шкале Джадада, плацебо-контролируемые рандомизированные клинические исследования гомотоксикологии не смогли продемонстрировать эффективность этого подхода в терапии.
Теории и практики гомотоксикологии являются псевдонаучными, поскольку они основаны на непринятых в науке представлениях, а также из-за отсутствия доказательств корректности заявляемых связей между гомотоксинами, механизмом их удаления из тела человека и течением конкретных болезней, и по причине использования не имеющей биологических и медицинских основ наукообразной терминологии.

## История
24 июня 1961 в Баден-Бадене было основано «Международное общество гомотоксикологии и антигомотоксической медицины», занимающееся развитием этой теории и разработкой терапии на её основе.
Учение Г.-Г. Рекевега получило дальнейшее развитие в работах Клауссена (1988), Абеля (1988), Хоуппа (1989) и других исследователей. В 1997 году в Баден-Бадене создана коммерческая организация «Институт антигомотоксической медицины и исследований системы основной регуляции», которая занимается разработкой теоретических основ гомотоксикологии и антигомотоксической медицины.
Большинство клинических исследований гомотоксикологии не были основаны на серьёзном анализе данных, их позитивные результаты в большой степени были обусловлены финансовой заинтересованностью спонсоров — производителей антигомотоксических препаратов. Эффективность гомотоксикологии остаётся недоказанной.

## Сущность теории
Медицинская теория была разработана в 1940 году Г. Х. Рекевегом, который предпринял попытку объединить идеи гуморальной, солидной, клеточной и молекулярной патологии в оригинальную систему.
Гомотоксикология в значительной степени базируется на гомеопатии со включением понятия «системы основной регуляции». При этом декларируется связь гомеопатии, натуропатии и классической медицины; утверждается, что она построена на объединении принципов классической гомеопатии и современных достижений молекулярной биологии, биохимии, патофизиологии, токсикологии, являясь «связующим звеном между гомеопатией и традиционной медициной».
Гомотоксикология позиционируются её сторонниками как «современная гомеопатия», однако с этим согласны не только врачи конвенциональной медицины, но и многие гомеопаты, поскольку гомотоксикология объединяет черты как гомеопатии, так и аллопатической медицины.
По мнению сторонников гомотоксикологии, её важнейшими теоретическими элементами являются:
- Закон Арндта-Шульца[12][13]
- Концепция динамического равновесия Берталанфи[14]
- Принцип подобия С. Ганемана
- Принцип изопатии[15] Й. Лукса[16]
- Понятие о межклеточном матриксе и системе основной регуляции.

### Здоровье с точки зрения гомотоксикологии
Сторонники гомотоксикологии придерживаются следующих взглядов на здоровье человека:
- Заболевание гомотоксикология рассматривает как биологически целесообразный процесс защиты организма от экзогенных и эндогенных так называемых «гомотоксинов» или попытку компенсации нанесённых ими повреждений, то есть попытку организма привести себя в состояние биологического равновесия.
- Исходя из этого, симптомы заболевания предполагаются видимыми проявлениями защитных реакций организма, направленных на нейтрализацию и выведение гомотоксинов; поэтому задачей терапии является поддержание симптомов, а не их подавление.
- Выздоровлением считается процесс освобождения организма от так называемых «гомотоксинов» и устранение вызванных ими поражений.
- Здоровье гомотоксикология рассматривает как состояние свободы организма от так называемых «гомотоксинов» и отсутствие вызванных ими функциональных или органических поражений.

### Гомотоксины
По мнению сторонников гомотоксикологии, заболевания могут вызываться либо дефицитом жизненно важных веществ, либо действием так называемых «гомотоксинов». Любой агент или фактор, оказывающий негативное влияние на организм или нарушающий биологический баланс, рассматривается как гомотоксин. Эти агенты или факторы могут быть материальными (физическими, химическими, биологическими) и нематериальными (психическими). По отношению к организму они могут иметь экзогенное или эндогенное происхождение. Воздействие этих патологических факторов на организм обусловливает так называемый «гомотоксикоз» (регуляторные нарушения, патологические процессы).
По смыслу употребления данного термина, любые токсины являются разновидностью гомотоксинов. Однако понятие «гомотоксин» используется только в гомотоксикологии, и не только не признаётся в конвенциональной медицине вообще и в токсикологии в частности, но критикуется и в классической[неизвестный термин] гомеопатии.

#### Классификация гомотоксинов
- Физические факторы
  - Климатические раздражители
    - высокая или низкая температура воздуха
    - ветер
    - солнечный свет
    - колебания атмосферного давления
    - электрическое состояние атмосферы

  - Различные виды излучений
    - искусственное освещение
    - микроволновое излучение
    - тепловое излучение
    - инфракрасное излучение
    - ультрафиолетовое излучение
    - рентгеновское излучение
    - радиоактивность (альфа-, бета- и гамма-излучение)
    - радиоволны

  - Механические воздействия, различные виды вибраций, шум
  - Электросмог
- Химические факторы
  - Скопление токсичных веществ в воздухе, на улице и в помещениях (озон, токсины испарений покрытий, обоев, и пр.)
  - Чистящие средства
  - Пыль (ковры, бумага, сигаретный дым)
  - Лекарственные препараты
- Биологические факторы
  - Бактерии, вирусы, грибковые организмы
  - Продукты питания
  - Аллергены
  - Эндогенные продукты метаболизма
- Психические факторы
  - Перенапряжение, недостаточное напряжение
  - Социальные проблемы, проблемы в коллективе
  - Недостаток любви, обиды, потеря работы, недостаток межличностного общения
  - Преступность, сексуальные проблемы, патология структуры личности

### Гомотоксикоз
Исходя из теории гомотоксикологии, гомотоксикоз представляет собой патофизиологическое состояние, формирующееся под воздействием гомотоксинов на клетки и ткани. Проявляется на гуморальном и/или клеточном уровнях и может повлечь за собой морфологические изменения тканей.
Гомотоксикоз вызывает защитные реакции организма. Эти реакции направлены на элиминацию гомотоксинов, компенсацию интоксикаций и на возвращение физиологических показателей к индивидуальной норме. Защитные реакции реализуются за счёт активизации так называемой «Большой защитной системы» (по Г.-Г. Рекевегу). В настоящее время термин «Большая защитная система» более всего соответствует понятию «психо-нейро-иммуно-эндокринная система»[неизвестный термин], которая включает ряд систем с соответствующими подсистемами:
- психовегетативная;
- нейроэндокринная;
- иммунная;
- межклеточный матрикс, включая систему основной регуляции.

#### Фазы патологического процесса
Согласно теории, которой придерживаются сторонники гомотоксикологии, динамика развития заболевания и его прогноз в решающей степени зависят от состояния межклеточного матрикса и системы основной регуляции. Возникновение и развитие заболеваний в организме происходит следующим образом. Организм воспринимает токсичные вещества (так называемые гомотоксины), реагирует на них, пытается нейтрализовать и вывести, а в случае невозможности — депонирует их в определённом месте (межклеточном матриксе). Далее, в случае продолжающегося накопления гомотоксинов и исчерпания возможности в депонировании, наступает импрегнация гомотоксинами межклеточного матрикса, ведущая, в свою очередь, к дегенерации клеток, тканей и органов, вплоть до появления новообразований и смерти пациента.
Эти процессы развития патологических изменений в организме Г.-Г. Рекевег объединил в систему.
Он выделил 6 фаз патологического процесса (так называемого «гомотоксикоза») с учётом локализации поражений, клинических симптомов и тяжести процесса:
- Гуморальные фазы. Согласно теории гомотоксикологии, в этих фазах резервы организма ещё позволяют выводить из мезенхимы (внеклеточного матрикса — ВКМ) гомотоксины различными путями. Внутриклеточные системы не имеют органических повреждений.

- Первая фаза — фаза экскреции. Согласно теории, выведение гомотоксинов происходит за счёт усиления физиологических механизмов выведения (потоотделение, мокрота, слёзы и другие).
- Вторая фаза — фаза воспаления. Согласно теоретическим представлениям гомотоксикологии, при безуспешности выведения гомотоксинов с помощью механизмов экскреции и накоплении их во ВКМ, все его системы включаются в процесс их выведения, в первую очередь цитокиновая система. Согласно теории, в этом случае организм запускает острый воспалительный процесс, который, усиливая метаболизм и иммунологические реакции, активизирует механизмы связывания, нейтрализации и выведения гомотоксинов. Согласно теории, эта фаза клинически проявляется симптомами острого воспалительного процесса.

- Фазы матрикса. Согласно теории, при неэффективности механизмов экскреции и воспаления гомотоксины депонируются сначала в решетчатой системе межклеточного матрикса, а при дальнейшем развитии патологического процесса индуцируют негативные изменения его структурных компонентов и их функций; начинают поражаться внутриклеточные структуры. Накопление гомотоксинов в ВКМ достигает значения, при котором блокируются системы экскреции и выполнение внеклеточным матриксом своей функции нарушается.

- Третья фаза — фаза депонирования. Согласно теории, происходит накопление гомотоксинов в ВКМ вследствие подавления или неэффективности фаз экскреции и воспаления.
- Четвёртая фаза — фаза импрегнации. Согласно теории — «процесс фиксации» гомотоксинов в матриксе. Согласно теории, гомотоксины встраиваются в структурные элементы матрикса, изменяют его биофизическое состояние и начинают существенно блокировать транспорт веществ в клетку и из неё, проникают внутрь клеток и вызывают начальные поражения клеточных структур.

Согласно теории, фазы депонирования и импрегнации разделены между собой биологическим барьером, который условно разграничивает депонирование (накопление) гомотоксинов в матриксе от их импрегнации (встраивания) в структурные компоненты матрикса. По левую сторону от биологического барьера (фазы экскреции, воспаления и депонирования) сохраняются механизмы саморегуляции, что позволяет организму самостоятельно избавиться от гомотоксинов. По правую (фазы импрегнации, дегенерации и дедифференциации) процессы регуляции серьёзно нарушены вплоть до практически полного повреждения механизмов защиты гомеостаза; самостоятельное выведение гомотоксинов организмом затруднено. Данным положением в гомотоксикологии определяется граница, за которой остро протекающее заболевание переходит в хроническую стадию болезни.
- Клеточные фазы. Согласно теории, происходит внутриклеточное накопление гомотоксинов. Трофическая и фильтрационная функция матрикса нарушается, вследствие чего возникает дегенерация клеточных структур. Защитные механизмы уже не в состоянии самостоятельно вывести токсины из клеток и матрикса. Для этих фаз типична так называемая ригидность регуляции (регуляционный ступор)[22].

- Пятая фаза — фаза дегенерации. Согласно теории, характеризуется структурными (дегенеративными, деструктивными) изменениями клеток, тканей и органов вследствие постоянной и длительной блокировки матрикса. Снижаются функциональные резервы всех регуляторных систем организма, уровень метаболизма и энергообеспечения. Самовосстановление организма уже невозможно, он нуждается в рационально построенной системе мер по поддержанию его адекватной работы как целостной биологической системы.
- Шестая фаза — фаза дедифференциации (новообразований). Согласно теории, внутриклеточные нарушения достигают крайней степени, контроль регуляторных и защитных систем организма над клетками снижен до минимума. Согласно теории, в сочетании с одновременным ухудшением поступления питательных веществ это приводит к превалированию в их метаболизме механизмов гликолиза и снижению резистентности к воздействию канцерогенов. На фоне накопления токсинов в мезенхиме и угнетения иммунных реакций это может привести к развитию злокачественного новообразования.

### Викариация
Согласно представлениям сторонников гомотоксикологии, организм является целостной биологической системой и часто кажущиеся совершенно разными заболевания, по их мнению, являются единым процессом борьбы организма с так называемыми «гомотоксинами». Для отражения динамики развития заболеваний, их тканевой локализации,  Г.-Г. Рекевегом был введено понятие викариации.
Викариация (замещение) — согласно теории, процесс изменения фазы и (или) тканевой локализации гомотоксикоза в любом направлении по таблице гомотоксикозов. Викариация может быть прогрессивной и регрессивной.
Прогрессивная викариация — согласно теории, сдвиг фазы гомотоксикоза слева направо и (или) сверху вниз в таблице гомотоксикозов, что является биологически неблагоприятным процессом. Проявляется:
1. в пределах одной ткани — переходом острого заболевания в хроническое, далее в дегенеративное, с возможным развитием злокачественного новообразования;
2. появлением или присоединением другого заболевания, с локализацией в совершенно другой ткани и фазе гомотоксикоза.

Клинически прогрессивная викариация выражается ухудшением симптоматики и утяжелением общего состояния больного. Часто возникает вследствие подавления защитных реакций организма. Примеры прогрессивной викариации: острый бронхит — хронический бронхит — эмфизема лёгких; частые ангины — ревматизм.
Регрессивная викариация — согласно теории, смещение фазы гомотоксикоза в обратном направлении — справа налево и (или) снизу вверх, то есть в сторону физиологической секреции. Предполагается биологически благоприятной динамикой патологического процесса и характеризуется возобновлением процессов детоксикации и нормализацией состояния иммунитета. Клинически проявляется улучшением симптоматики заболевания, развитием тенденции к выздоровлению. Однако, при этом возможно появление рецидивов более ранних фаз заболевания. Например, при лечении хронического заболевания возникает обострение — активизируется воспалительный процесс, с которого ранее начиналось заболевание. Возможно появление некоторых симптомов заболевания, которым ранее болел пациент (даже несколько лет или десятилетий тому назад). Примеры регрессивной викариации: хронический бронхит — обострение бронхита — кашель с мокротой; исчезновение приступов бронхиальной астмы — появление высыпаний на коже.

## Антигомотоксическая терапия
Антигомотоксическая терапия — это концепция лечения, базирующаяся на принципах гомотоксикологии. Её сущность сводится к устранению патологии, вызванной действием гомотоксинов. Исходя из принципов воздействия на организм, она относится к регуляционной терапии.

### Цели и методы терапии
- Профилактика заболеваний
  - Предотвращение интоксикации организма
  - Соблюдение режима и общегигиенических норм
  - Поддержание здоровья и хорошего самочувствия
- Дезинтоксикация
  - Дренажные методы
  - Элиминация гомотоксинов
  - Активация дренажных органов (гепатобилиарной системы, пищеварительного тракта, почек и мочевого пузыря, лимфатической система, кожи и слизистых оболочек, дыхательных путей).
- Регенерация
  - Активация функций органа, пострадавшего в результате патологического процесса
  - Активация клеточных функций
  - Иммуномодуляция
- Регуляция симптоматики
  - Устранение нарушения регуляции
  - Приведение к индивидуальной норме (регрессивная викариация)
  - Поддержка собственных защитных сил организма

Средствами достижения целей антигомотоксической терапии являются антигомотоксические препараты, действие которых, по мнению сторонников гомотоксикологии, направлено на коррекцию состояния межклеточного матрикса (возвращение его в состояние золя), как на базовое патогенетическое звено развития всех хронических заболеваний. Элиминация гомотоксинов из матрикса осуществляется за счёт дренажного действия антигомотоксических препаратов. Нормализация регуляторных (иммуно-нейро-эндокринных) процессов на уровне матрикса вследствие его освобождения от гомотоксинов является частью регулирующего действия антигомотоксических препаратов.

### Принципы составления схем лечения и основные этапы терапии
При составлении схем гомотоксикологами учитывается:
- фаза гомотоксикоза (чем правее заболевание расположено в таблице гомотоксикозов, тем длительнее лечение и необходимо большее количество препаратов);
- продолжительность заболевания (чем она длительней, тем больше внимания уделяется препаратам дренажного и детоксикационного действия);
- количество сопутствующих симптомов и заболеваний;
- возраст (как правило, напрямую коррелирует с фазами гомотоксикоза — чем старше пациент, тем правее в таблице гомотоксикоза находится заболевание);
- другие факторы (образ жизни, вредные привычки и т. п.).

Основные этапы терапии:
1. Детоксикация и дренаж межклеточного матрикса, клеток, активизация функций лимфатической системы и детоксикационных функций отдельных органов: назначаются препараты общего и органонаправленного дренажного действия.
2. Базисная терапия: препараты, имеющие прямые показания при данном заболевании, назначаются через 2-3 недели, на фоне продолжения приёма дренажных.
3. Конституциональная коррекция (повышение порога индивидуальной реактивности к болезнетворным факторам), выведение остатков возбудителей из латентных очагов инфекции. С этой целью используются нозодные препараты. Проводится при хронических и дегенеративных заболеваниях, способствует стойкой и длительной ремиссии.

Часто уже на этапе дренажной терапии наблюдается ослабление симптоматики основного заболевания и улучшается общее состояние пациента. При этом можно уменьшить дозировку препаратов, но лечение следует продолжать.
В тех случаях, когда сроки лечения по ряду причин сжаты, допускается первый и второй этапы лечения начинать одновременно.

### Особенности реагирования организма в процессе антигомотоксической терапии
По мнению практикующих гомотоксикологию, при проведении антигомотоксической терапии возможно повышение интенсивности функций выделительных органов, что выражается в усиленном выделении секретов, мочи, ушной серы, учащении стула.
При исходном состоянии ареактивности организма сторонники гомотоксикологии считают, что возможно развитие кратковременного «начального ухудшения» («гомеопатического обострения») в клинической картине заболевания. Это ими не рассматривается как ухудшение состояния пациента, осложнение или побочное действие введённого препарата. Согласно теории, феномен начального ухудшения по механизму своего развития аналогичен известному в физиотерапии и курортологии понятию «бальнеореакция». Он расценивается как свидетельство энергичности протекания в организме процессов перестройки работы нейро-эндокринных и других регуляторных механизмов. После кратковременного ухудшения в самочувствии больных, по мнению гомотоксикологов, наступает выраженное длительное улучшение. При некоторой построенной схеме антигомотоксической терапии, то есть своевременном применении препаратов дренажного и детоксикационного действия, начального ухудшения симптоматики обычно не бывает.
В процессе антигомотоксической терапии возможно изменение локализации и распространённости жалоб, появление симптомов ранее перенесённых заболеваний. Исходя из теории гомотоксикологии (закон Геринга), оптимальным для больного считается перемещение жалоб «изнутри — кнаружи», сверху — вниз, от более жизненно важных органов к менее важным, от более поздних симптомов к более ранним. Такое направление, по мнению гомотоксикологов, отражает процесс клинически благоприятной регрессивной викариации. В частности, аллергическая реакция в виде появление кожной сыпи в процессе антигомотоксической терапии считается проявлением процесса выделения из организма токсических веществ. Согласно теории, обратное направление процесса «снаружи — внутрь» (переход на более жизненно важные органы) свидетельствует о неэффективности терапии и требует пересмотра тактики лечения.

### Общие рекомендации по питанию и образу жизни во время проведения антигомотоксической терапии
По мнению гомотоксикологов, важным условием успешности антигомотоксической терапии является ограничение поступления в организм гомотоксинов из пищи, воды и воздуха, бытового и профессионального окружения и восстановление нейтральной величины рН матрикса.
Для снижения поступления гомотоксинов из пищи рекомендуется:
- придерживаться преимущественно кисломолочно-растительной диеты, богатой антиоксидантами, витаминами и микроэлементами;
- количество потребляемой жидкости в сутки должно составлять не менее 1,5-2 л;
- исключить курение, алкоголь, кофе, крепкий чай (в крайнем случае, снизить до минимума их потребление);
- исключить потребление свинины (относится к самым сильным гомотоксинам) и продуктов, её содержащих (например, колбас);
- максимально ограничить употребление копчёной, солёной, острой пищи, белого сахара, белого хлеба, животных жиров и продуктов, содержащих консерванты;
- параллельно принимать препараты, пополняющие и поддерживающие нормальную микрофлору кишечника;

### Специальные методики терапии, в которых используются антигомотоксические препараты
Гомотоксикологи используют инъекционные формы антигомотоксических препаратов в следующих терапевтических методиках:
- гомеосиниатрия — введение комплексных антигомотоксических препаратов в точки акупунктуры (акупунктура является столь же спорной, как и сама гомотоксикология) внутрикожно-подкожно (комбинированное введение). По мнению гомотоксикологов, это позволяет объединить лечебные возможности гомотоксикологии и акупунктуры и существенно усилить эффект лечения. Гомеосиниатрию пытаются использовать при заболеваниях, сопровождающихся болевым синдромом[27].
- биопунктура — инъекции проводятся как в точки акупунктуры, так и в места боли (так называемые курковые, триггерные зоны), в зоны проекции[неизвестный термин] органов (учитывая сегментарную иннервацию) и другие места. Гомотоксикологи считают, что возможно введение антигомотоксических препаратов в чистом виде или в смеси с традиционными препаратами (местными анестетиками, противовоспалительными средствами и др.)[28].
- гомеомезотерапия — введение антигомотоксических и некоторых других препаратов внутрикожно и подкожно в область лица, шеи, груди, живота, бёдер. Существуют попытки использовать в косметологии[29].
- ступенчатая аутогемотерапия — введение парентерально собственной крови пациента, потенцированной[неизвестный термин] (согласно гомеопатическим методикам) с антигомотоксическими препаратами. В отличие от обычной аутогемотерапии, в ступенчатой аутогемотерапии используется очень малое количество крови (1-2 капли). Кровь потенцируется со вводимыми парентерально гомеопатическими антигомотоксическими препаратами в несколько приёмов (ступеней). Методику пытаются использовать при лечении затяжных, устойчивых к обычному лечению заболеваний, например, аллергических, аутоиммунных, хронических вирусных, рецидивирующих[23][30]. Разработана Г.-Г. Рекевегом.

## Критика
- Обоснование гомотоксикологии не имеет научного характера.
- Гомотоксикология не даёт однозначного объяснения известных заболеваний, представляя собой холистический подход.
- Основные теоретические предположения Рекевега не соответствуют результатам научной медицины, нет ни одного независимого испытания, демонстрирующего эффективность терапии. Кроме того, нет никаких научных доказательств существования «гомотоксинов», это чисто умозрительное представление, не основанное на фактах.
- Абсурдны заявления Рекевега о том, что под влиянием обычных лекарств так называемые бродячие вирусы могут вызывать рак генов[31].
- Плацебо-контролируемые рандомизированные клинические испытания гомотоксикологии не демонстрируют эффективность этого терапевтического направления[3].